# Stefan Lorenz Sorgner
Stefan Lorenz Sorgner (Wetzlar, 15 ottobre 1973) è un filosofo tedesco.

## Biografia
Metaumanista, studioso di Nietzsche e delle filosofia della musica e figura autorevole nel campo della bioetica e dell'etica delle nuove tecnologie. Attualmente insegna filosofia presso la John Cabot University di Roma. Ha studiato filosofia al King's College di Londra, all'Università di Durham e alla Justus Liebig di Gießen conseguendo il dottorato di ricerca all'Universita ‘Friedrich Schiller di Jena (esaminatori: W.Welsch e G.Vattimo) Prima dell'incarico a Erfurt ha insegnato Etica e Filosofia presso l'Università di Giessen, Jena, Klagenfurt ed Erlangen. È membro di diversi comitati di redazione e di consulenza. Secondo Prof. Dr. Zimmermann della Identity Foundation, lui è il più importante filosofo post- e transumanista tedesco („Deutschlands führender post- und transhumanistischer Philosoph“).

## Nietzsche e il meta-, post- e transumanesimo
L'articolo del filosofo Stefan Sorgner “Nietzsche, il sovraumano e il transumanesimo” pubblicato sulla rivista “Journal of Evolution and Technology” (n.20) dimostrava una forte analogia tra il concetto del superuomo di Nietzsche e quello di post-umano proposto da alcuni eminenti transumanisti. Tale lettura interpretativa non solo suscito' l'interesse di alcuni studiosi di Nietzsche e del transumanesimo ma getto' soprattutto una nuova luce sul rapporto tra il filosofo tedesco e le nuove filosofie post e trans-umaniste. Tale interesse si manifesto' immediatamente nel momento in cui la rivista americana decise di dedicare un numero speciale sull'argomento in questione dal titolo “Nietzsche e il postumanismo europeo”(vol.21, n.1) in cui due studiosi del settore come Max More e Michael Hauskeller, rispondendo alla tesi di Sorgner, involontariamente aprivano un dibattito che oggi ci costringe a riconsiderare il pensiero di Nietzsche nell'ottica di un inevitabile avvicinamento alle filosofie transumanistiche. In “Oltre umanesimo: riflessioni sul transumanesimo e postumanesimo” (vol.21, n.2) il filosofo tedesco rispondeva e chiariva alcuni aspetti del suo pensiero suscitando l'immediata reazione di un'altra rivista statunitense, “The Agonist” (pubblicata dalla Nietzsche Circle di New York) in cui autorevoli studiosi di Nietzsche come Keith Ansell-Pearson, Paul Loeb e Babette Babich intervenivano nel dibattito amplificandone l'importanza.
Nell'ottobre del 2012 ” Il Nietzsche Forum di Monaco di Baviera, cofondato da Thomas Mann, decise di organizzare un simposio che avesse come oggetto in questione la monografia di Sorgner, “Menschenwürde nach Nietzsche”: Geschichte eines Begriffs" (WBG, Darmstadt 2010) a cui hanno partecipato illustri e autorevoli studiosi di Nietzsche, tra cui la Annemarie Pieper, che in seguito alla proposta del filosofo tedesco, ha accettato di riconsiderare e rivedere il significato e la definizione dell'idea stessa di dignità umana soprattutto a partire dalla sua contingente evoluzione storica.
In questa cornice Sorgner ha approfondito la tesi centrale della sua monografia, 'il percorso genealogico e filosofico che conduce alla revisione dell'idea di dignità umana e l'influenza su di lui esercitata dal padre del “pensiero debole nonché suo maestro Gianni Vattimo di cui condivide il pensiero debole anche se tale “indebolimento”, come ha spiegato Sorgner, non è dovuto alla storia dell'essere e all'inevitabile fine (compimento) della metafisica bensì allo stesso immanente divenire delle cose e della natura questa volta compresa nella sua evoluzione naturale e non metafisica.
La rivista tedesca “Die Zeit” inoltre ha pubblicato nel maggio del 2013 un'intervista in cui il filosofo tedesco riassume alcuni dei punti cardine del suo pensiero ad esempio in rapporto all'idea di dignità umana suggerendo nuovi scenari in cui tecnologie emergenti e filosofie postumane possano insieme aiutare a superare tabù culturali al fine di migliorare la qualità della vita.